# Liste der Monuments historiques in Arles
Die Liste der Monuments historiques in Arles führt die Monuments historiques in der französischen Stadt Arles auf.

## Liste der Bauwerke
| Bezeichnung                                                                 | Beschreibung                                               | Standort                                                                    | Kennzeichnung | Schutzstatus | Datum | Bild |
| --------------------------------------------------------------------------- | ---------------------------------------------------------- | --------------------------------------------------------------------------- | ------------- | ------------ | ----- | ---- |
| Abtei Montmajour                                                            |                                                            | RD 17 (Lage)                                                                | PA00081117    | Classé       | 1840  |      |
| Abtei Saint-Césaire                                                         |                                                            | rue du Grand-Couvent (Lage)                                                 | PA00081118    | Classé       | 1840  |      |
| Amphitheater von Arles                                                      |                                                            | rond-point des Arènes (Lage)                                                | PA00081119    | Classé       | 1840  |      |
| Aquädukt von Barbegal                                                       |                                                            | an der RD 82 (Lage)                                                         | PA00081120    | Classé       | 1886  |      |
| Aquädukt von Pont-de-Crau                                                   |                                                            | (Lage)                                                                      | PA00081121    | Classé       | 1922  |      |
| Bischofspalast                                                              |                                                            | place de la République (Lage)                                               | PA00081122    | Classé       | 1922  |      |
| Chapelle de la Genouillade                                                  |                                                            | Route de Crau (Lage)                                                        | PA00081123    | Classé       | 1942  |      |
| Hôtel-Dieu Saint-Esprit: Portal der ehemaligen Kapelle                      |                                                            | 13 rue Dulau (Lage)                                                         | PA00081124    | Classé       | 1941  |      |
| Château de la Jansonne                                                      |                                                            | Raphèle-lès-Arles, Balarin (Lage)                                           | PA00081125    | Classé       | 1968  |      |
| ehemaliges Jesuitenkolleg                                                   |                                                            | 29 rue de la République rue Frédéric-Mistral (Lage)                         | PA00081126    | Classé       | 1905  |      |
| Colonnes de Saint-Lucien                                                    |                                                            | place du Forum (Lage)                                                       | PA00081127    | Classé       | 1840  |      |
| Musée Réattu                                                                |                                                            | 10 Rue du Grand Prieuré (Lage)                                              | PA00081128    | Classé       | 1958  |      |
| Commanderie de Sainte-Luce des Malteserordens                               |                                                            | 66 rue du Quatre-Septembre rue du Grand-Prieuré rue Dominique-Maïsta (Lage) | PA00081129    | Classé       | 1977  |      |
| Römische Stadtmauer                                                         |                                                            | Rue du Cloître, zwischen dem Hôtel des Postes und dem Bischofspalast (Lage) | PA00081130    | Classé       | 1922  |      |
| Château de l’Armellière                                                     |                                                            | Route de Salin-de-Giraud (Lage)                                             | PA00081131    | Classé       | 1989  |      |
| École du Lau                                                                |                                                            | 24, 26, 28 rue du Quatre-Septembre (Lage)                                   | PA00081132    | Classé       | 1946  |      |
| Dominikanerkirche                                                           |                                                            | 1 à 7, Place Albin Peyron (Lage)                                            | PA00081133    | Classé       | 1921  |      |
| Kirche Notre-Dame-de-la-Major                                               |                                                            | rue Ernest-Renan (Lage)                                                     | PA00081134    | Classé       | 1945  |      |
| Kirche des Trinitarier-Ordens                                               |                                                            | rue de la République (Lage)                                                 | PA00081135    | Inscrit      | 1958  |      |
| Kirche Ste-Anne                                                             |                                                            | place de la République (Lage)                                               | PA00081136    | Classé       | 1875  |      |
| Kirche St-Genest                                                            |                                                            | Rue du Maréchal-Galliéni (Lage)                                             | PA00081137    | Inscrit      | 1934  |      |
| Kirche St-Julien                                                            |                                                            | rue du Quatre-Septembre/Rue Saint-Julien (Lage)                             | PA00081138    | Classé       | 1941  |      |
| Kathedrale St-Trophime                                                      |                                                            | place de la République (Lage)                                               | PA00081139    | Classé       | 1840  |      |
| Forum                                                                       |                                                            | (Lage)                                                                      | PA00081140    | Classé       | 1886  |      |
| Kapelle des Hospice de la Charité                                           |                                                            | 9, Boulevard des Lices (Lage)                                               | PA00081141    | Classé       | 1927  |      |
| Hôtel-Dieu Saint-Esprit: Statuennische                                      |                                                            | Rue Dulau (Lage)                                                            | PA00081142    | Inscrit      | 1927  |      |
| Hôtel de Barrême                                                            |                                                            | 11 rue de Barrême (Lage)                                                    | PA00081143    | Classé       | 1988  |      |
| Hôtel de Courtois                                                           |                                                            | rue de la Calade (Lage)                                                     | PA00081144    | Inscrit      | 1932  |      |
| Hôtel de Divonne                                                            |                                                            | 2, 4, 6, 8 rue de la Roquette (Lage)                                        | PA00081145    | Inscrit      | 1974  |      |
| Hôtel de Grille                                                             |                                                            | rue de Grille (Lage)                                                        | PA00081146    | Inscrit      | 1946  |      |
| Hôtel Icard-Duquesne                                                        |                                                            | 26 rue Tour-du-Fabre/19 rue de la République (Lage)                         | PA00081147    | Inscrit      | 1987  |      |
| Hôtel de Lalauzière                                                         |                                                            | 42 rue de la République (Lage)                                              | PA00081148    | Inscrit      | 1925  |      |
| Hôtel Laurens de Beaujeu                                                    |                                                            | 22, 24 rue Frédéric-Mistral (Lage)                                          | PA00081149    | Inscrit      | 1987  |      |
| Hôtel de Lestang-Parade                                                     |                                                            | 15 rue du Pont (Lage)                                                       | PA00081150    | Inscrit      | 1998  |      |
| Hôtel de L’Hoste                                                            |                                                            | 16 rue du Grand-Prieuré (Lage)                                              | PA00081151    | Classé       | 1989  |      |
| Hôtel de Nicolay                                                            |                                                            | rue Nicolay (Lage)                                                          | PA00081152    | Inscrit      | 1928  |      |
| Hôtel Perrin de Jonquières                                                  |                                                            | 17 rue de la République (Lage)                                              | PA00081153    | Inscrit      | 1987  |      |
| Hôtel Varadier de Saint-Andiol                                              |                                                            | 32 rue du Tour-du-Fabre (Lage)                                              | PA00081154    | Inscrit      | 1988  |      |
| Hôtel de ville                                                              | Rathaus mit Belfried und benachbartem Palais des Podestats | place de la République (Lage)                                               | PA00081155    | Classé       | 1920  |      |
| Hôtel de Vinsargues                                                         |                                                            | rue Parade (Lage)                                                           | PA00081156    | Inscrit      | 1932  |      |
| Gebäude                                                                     |                                                            | 10 rond-point des Arènes (Lage)                                             | PA00081157    | Classé       | 1946  |      |
| Œuvre du Bouillon                                                           |                                                            | 6 rue Elie-Giraud (Lage)                                                    | PA00081158    | Classé       | 1992  |      |
| Gebäude                                                                     |                                                            | rue de l’Hôtel-de-Ville (Lage)                                              | PA00081159    | Inscrit      | 1926  |      |
| Gebäude                                                                     |                                                            | 7, 9 rue du Palais (Lage)                                                   | PA00081160    | Inscrit      | 1988  |      |
| Gebäude, genannt Capitani                                                   |                                                            | rue du Pont (Lage)                                                          | PA00081161    | Inscrit      | 1946  |      |
| Gebäude                                                                     |                                                            | 27 rue Tardieu (Lage)                                                       | PA00081162    | Inscrit      | 1987  |      |
| Gebäude                                                                     |                                                            | place Voltaire (Lage)                                                       | PA00081163    | Inscrit      | 1987  |      |
| Maison La Rougnoux                                                          |                                                            | route de Salin-de-Giraud (Lage)                                             | PA00081164    | Inscrit      | 1932  |      |
| Statuennische                                                               |                                                            | rond-point des Arènes/rue Raspail (Lage)                                    | PA00081165    | Inscrit      | 1927  |      |
| Hôtel Forbin-Soliers                                                        |                                                            | 31 rue des Arènes (Lage)                                                    | PA00081166    | Inscrit      | 1927  |      |
| Hôtel d’Augières                                                            |                                                            | 33 rue des Arènes (Lage)                                                    | PA00081167    | Inscrit      | 1927  |      |
| Maison des Amazones                                                         |                                                            | 29 rue des Arènes (Lage)                                                    | PA00081168    | Inscrit      | 1932  |      |
| Statuennische (zerstört)                                                    |                                                            | 71 rue Augustin-Tardieu (Lage)                                              | PA00081169    | Inscrit      | 1927  |      |
| Brunnen                                                                     |                                                            | 7 rue Balechou, im Innenhof (Lage)                                          | PA00081170    | Inscrit      | 1931  |      |
| Statuennische                                                               |                                                            | rue de Chiavary/rue du 4 septembre (Lage)                                   | PA00081171    | Inscrit      | 1927  |      |
| Haus                                                                        |                                                            | rue du Docteur-Fanton (Lage)                                                | PA00081172    | Inscrit      | 1927  |      |
| Statuennische                                                               |                                                            | rue des Frères-Vieux (Lage)                                                 | PA00081173    | Inscrit      | 1927  |      |
| Statuennische                                                               |                                                            | impasse Balze (Lage)                                                        | PA00081174    | Inscrit      | 1927  |      |
| Statuennische                                                               |                                                            | 84 rue Portagnel (Lage)                                                     | PA00081175    | Inscrit      | 1927  |      |
| Maison Alphonse Benoît                                                      |                                                            | 14 rue du Quatre-Septembre (Lage)                                           | PA00081176    | Inscrit      | 1927  |      |
| Haus                                                                        |                                                            | 33bis rue du Quatre-Septembre (Lage)                                        | PA00081177    | Inscrit      | 1927  |      |
| Hôtel Laugier de Montblanc                                                  |                                                            | 14 rue Dominique-Maïsto (Lage)                                              | PA00081178    | Inscrit      | 1927  |      |
| Nekropole Alyscamps                                                         |                                                            | avenue des Alyscamps (Lage)                                                 | PA00081179    | Classé       | 1840  |      |
| Obelisk                                                                     |                                                            | place de la République (Lage)                                               | PA00081180    | Classé       | 1840  |      |
| Marché de la Boucherie                                                      |                                                            | 62 Rue du Quatre-Septembre (Lage)                                           | PA00081181    | Classé       | 1922  |      |
| Pont de Constantin                                                          |                                                            | Quai Saint-Pierre (Lage)                                                    | PA00081182    | Classé       | 1920  |      |
| Pont de Fourques                                                            |                                                            | RD 35a; auch zu Fourques (Lage)                                             | PA00081183    | Inscrit      | 1988  |      |
| Pont Van-Gogh                                                               |                                                            | rue Gaspard-Monge (Lage)                                                    | PA00081184    | Classé       | 1986  |      |
| Porte de la Cavalerie                                                       |                                                            | (Lage)                                                                      | PA00081185    | Classé       | 1928  |      |
| Befestigungsanlagen                                                         |                                                            | Quai Marx Dormoy (Lage)                                                     | PA00081186    | Classé       | 1886  |      |
| Temple protestante                                                          |                                                            | 30 Boulevard des Lices (Lage)                                               | PA00081187    | Inscrit      | 1945  |      |
| Archäologische Ausgrabungen                                                 |                                                            | zwischen der Rue du Four-Banal und der Rue Cuiratiers (Lage)                | PA00081188    | Inscrit      | 1953  |      |
| Römisches Theater                                                           |                                                            | rue de la Calade (Lage)                                                     | PA00081189    | Classé       | 1840  |      |
| Thermen des Konstantin                                                      |                                                            | rue de Vauvage/rue du Grand-Prieuré (Lage)                                  | PA00081190    | Classé       | 1840  |      |
| Tour d’Amphoux                                                              |                                                            | Gageron (Lage)                                                              | PA00081191    | Inscrit      | 1932  |      |
| Tour de la Roquette                                                         |                                                            | Quai de la Roquette (Lage)                                                  | PA00081192    | Inscrit      | 1927  |      |
| Château de la Tourvieille                                                   |                                                            | Le Sambuc, Chemin de la Bélugue (Lage)                                      | PA00081193    | Inscrit      | 1933  |      |
| Glasmanufaktur Trinquetaille                                                |                                                            | Chemin de la Verrerie (Lage)                                                | PA00081194    | Classé       | 1987  |      |
| Meilenstein von Château d’Estoublon                                         |                                                            | im Musée départemental Arles antique (Lage)                                 | PA00081205    | Classé       | 1927  |      |
| Circus                                                                      |                                                            | avenue Jean-Monnet (Lage)                                                   | PA00081516    | Classé       | 1992  |      |
| Collège Saint-Charles: Glockenturm und ehemalige Kapelle der Pénitents gris |                                                            | 2, 2bis rue de la Calade/1, 3 rue Diderot/Rond-point des Arènes (Lage)      | PA00135618    | Classé       | 1995  |      |
| Hôtel de Truchet                                                            |                                                            | 4 rue Truchet (Lage)                                                        | PA00135619    | Inscrit      | 1995  |      |
| Hôpital Joseph-Imbert                                                       |                                                            | quartier de Fourchon (Lage)                                                 | PA13000003    | Inscrit      | 1996  |      |
| St-Pierre-et-St-Paul                                                        |                                                            | 12bis rue Mansard (Lage)                                                    | PA13000022    | Inscrit      | 1998  |      |
| Karmeliterkirche                                                            |                                                            | 63 Boulevard de Craponne (Lage)                                             | PA13000023    | Inscrit      | 1998  |      |
| Kathedrale Saint-Césaire                                                    |                                                            | Enclos Saint-Césaire (Lage)                                                 | PA13000047    | Classé       | 2004  |      |
| Leprosenhaus Saint-Lazare                                                   |                                                            | Chemin des Minimes (Lage)                                                   | PA13000049    | Inscrit      | 2005  |      |
| Denkmal für Frédéric Mistral                                                |                                                            | Place du Forum (Lage)                                                       | PA13000054    | Inscrit      | 2009  |      |
| Phare de Faraman                                                            |                                                            | (Lage)                                                                      | PA13000063    | Inscrit      | 2012  |      |
| Phare de Beauduc                                                            |                                                            | Pointe des Sablons (Lage)                                                   | PA13000068    | Inscrit      | 2013  |      |
| Augustinerkloster                                                           |                                                            | Place Saint-Césaire (Lage)                                                  | PA13000074    | Inscrit      | 2014  |      |
| Hôtel de Donines                                                            |                                                            | 4 rue de la Bastille (Lage)                                                 | PA13000080    | Inscrit      | 2016  |      |
| Hôtel de Viguier                                                            |                                                            | 31 rue de l’Hôtel-de-Ville (Lage)                                           | PA13000081    | Inscrit      | 2016  |      |
| Hôtel Boussicaud                                                            |                                                            | 38–40 rue Génive (Lage)                                                     | PA13000082    | Inscrit      | 2016  |      |

## Liste der Objekte
- Monuments historiques (Objekte) in Arles in der Base Palissy des französischen Kultusministeriums